# The Residents
The Residents es un concepto concebido por un colectivo de arte pop estadounidense de avant-garde activo desde principios de los años 70. Este es reconocido por su música pop/rock experimental y sus obras multimedia, compuestas por videos musicales, cortometrajes, tres CD-ROMs, diez DVD y miniseries para Internet. El grupo se identifica por el anonimato de sus integrantes, consolidado a partir de la teoría de la oscuridad (la cual establece que el arte puro solo se produce cuando es anónimo).

## Historia

### 1971-80: Inicios y era "clásica"
El origen de The Residents se remonta (aproximadamente) a 1966 en Shreveport, Luisiana, donde los cuatro o cinco miembros se conocieron en la escuela.
Para 1969 se habían mudado a San Mateo, California. Mientras intentaban ganarse la vida, experimentaban con cintas, fotografía y cualquier forma de arte que llegue a ellos. En esta época se les unen el guitarrista inglés Phil Lithman y el misterioso compositor de Baviera, N. Senada. Ambos serían grandes influencias para el grupo.
Lithman (apodado "Snakefinger") siguió colaborando con ellos hasta su muerte en 1987, mientras N. Senada (de quien se duda de su existencia) les enseñó sus dos teorías: la de la oscuridad y la de organización fonética (según la cual la música puede "construirse" a partir de los sonidos), ésta se nota en el estilo minimalista que tendrían para componer. Se rumorea también que N Senada podría ser Captain Beefheart o Harry Patch.
Los primeros demos datan de 1971: The Warner Bros Album y Baby Sex. Ambos fueron eliminados de la discografía oficial, porque la banda aún no tenía nombre, así como por su carácter amateur.
En 1972 fundan su propia discográfica Ralph, con la que editan su primer sencillo "Santa Dog". Mientras grababan su primer LP, empiezan a filmar la película Vileness Fats. El proyecto finalmente fue abandonado en 1976 por problemas técnicos y económicos.
Entre 1973 y 1980 graban sus primeros siete discos, considerados por muchos fanes la mejor época de The Residents. Las presentaciones en vivo eran todavía muy pocas, siendo un proyecto puramente de estudio.
En 1976 se funda The Cryptic Corporation, el equipo de management del grupo, por John Kennedy, Jay Clem (1947-), Homer Flynn (1945-) y Hardy W. Fox (1945-2018), todos negaron ser integrantes. Flynn y Fox dieron entrevistas para los medios a nombre de The Residents.

### 1981-presente: Giras y multimedia
En 1981 sale Mark of the Mole como primera parte de una trilogía conceptual. Entre ese año y 1982 salen de gira, la primera de la banda. El tour fue un desastre comercial que casi disuelve al grupo e hizo abandonar a Kennedy y Clem del proyecto. La trilogía quedó inconclusa, con sólo la parte uno, dos (The Tunes of Two Cities, 1982) y la cuatro (The Big Bubble, 1985).
Así empieza una época de crisis, menos productiva. En 1983 lanzan Title in Limbo, colaboración con Renaldo and the Loaf grabada dos años antes. La falta de ideas nuevas se refleja en George & James (1984), Stars & Hank Forever (1986) y The King & Eye (1989). Estos LP consisten de material ajeno (de George Gershwin, James Brown, John Philip Sousa, Hank Williams y Elvis Presley) como parte de la saga "American Composers Series", que terminó siendo abandonada.
Otros álbumes de la época son las bandas sonoras Whatever Happened to Vileness Fats? (1984) y Census Taker (1985), así como el conceptual God in Three Persons (1988).
En 1990 publican Freak Show en CD y CD-ROM, con el que los Residents comienzan su interés en la emergente tecnología de computación. En 1998 volvieron a llamar la atención de la crítica con Wormwood, obra conceptual con historias alternativas de la Biblia.
Sus discos más destacados en los últimos años son Demons Dance Alone (2002, influenciado por los hechos del 9-11) y Animal Lover (2005, historias desde el punto de vista de animales). Aprovechando la tecnología actual, crearon miniseries en su sitio oficial y miniálbumes para descarga mp3. También en los últimos años el cantante del grupo se dio a conocer como Randy Rose, quien en realidad es Homer Flynn (su voz es reconocible desde Not Available de 1974).
En 2012, celebrando el aniversario 40 del primer sencillo, publicaron el Ultimate Box Set. Se trata de un refrigerador con las obras completas de The Residents, por 100 000 dólares.

## Giras mundiales
| - 1981-82: The Moles Tour - 1986-87: 13 Aniversary Tour - 1989-90: Freak Show Tour - 1998-99: Wormwood Tour | - 2002-03: Demons Dance Alone Tour - 2008: Bunny Boy Tour - 2010-11: Talking Light Tour - 2013-14: Wonder of Weird 40th Anniversary Tour |

## Colaboradores
| Artista                                  | Período | Participación |
| ---------------------------------------- | ------- | --- |
| Snakefinger (1949-87)                    | 1971-87 | Además de grabar con la banda, estos lo contrataron en su discográfica Ralph Records, donde produjeron y coescribieron varios de sus álbumes como solista |
| Fred Frith (1949) y Chris Cutler (1947-) | 1979-81 | Guitarrista y baterista, respectivamente, de Henry Cow y Art Bears. Aparecen en Eskimo (solo Cutler) y Commercial Album (los dos)                         |
| Don Preston (1932-)                      | 1979    | Ex-tecladista de The Mothers Of Invention. Participa en Eskimo y Commercial Album                                                                         |
| Gary Panter (1950-)                      | 1980-87 | Ilustrador de portadas de Frank Zappa, Jaco Pastorius, Red Hot Chili Peppers y otros. Trabajó con Ralph para sus EP promocionales Buy Or Die!             |
| Renaldo & The Loaf                       | 1981-83 | Dúo experimental del catálogo de Ralph Records. Grabaron Title In Limbo, el único álbum de The Residents en colaboración con otro artista/banda           |
| Penn Jillette (1955-)                    | 1981-82 | Presentador en la gira de Mark Of The Mole |
| Molly Harvey (1972-)                     | 1994-05 | Cantante en estudio y en vivo. Luego de grabar Animal Lover dejó el grupo para dedicarse a su familia, pero sigue actuando como invitada ocasionalmente   |